# Бельосо-и-Санчес, Хосе Альфонсо
Хосе Альфонсо Бельосо-и-Санчес (исп. José Alfonso Belloso y Sánchez, 30 октября 1873 года, Сан-Сальвадор, Сальвадор — 9 августа 1938 года, там же) — католический прелат, второй архиепископ Сан-Сальвадора с 22 декабря 1927 года по 9 августа 1938 года.

## Биография
18 декабря 1897 года был рукоположён в священники для служения в архиепархии Сан-Сальвадора.
18 декабря 1919 года был назначен Римским папой Бенедиктом XV вспомогательным епископом архиепархии Сан-Сальвадора и титулярным епископом Созусы Палестинской. 30 мая 1920 года был рукоположён в епископы ординарием епархии Санта-Роса-де-Копана Клаудио Марией Волио-и-Хименесом в сослужении с епископом Санта-Аны Сантьяго Рикардо Виланова-и-Мелендесом.
22 декабря 1927 года римский папа Пий XI назначил его архиепископом Сан-Сальвадора.
Скончался 9 августа 1938 года в Сан-Сальвадоре.